# Exochus firmus
Exochus firmus là một loài tò vò trong họ Ichneumonidae.